# Војислав Воја Николајевић
Војислав Николајевић Воја (Лесковац, 2. октобар 1919 - Горина, 26. фебруар 1943) био је учесник НОБ-а.

## Биографија
Рођен је у сиромашној занатлијској породици. Отац Ђорђе био је ковач, а мајка Савка домаћица. Без оца је остао у деветој години, а мајка је подизала поред њега још три ћерке. Завршио је данашњу Основну школу "Светозар Марковић", а затим је кренуо на изучавање столарског заната код Костадина Коцића Црног. Касније се уписао у Трговачку школу и завршио је 1934. године. Као трговачки помоћник радио је код Томе Гичића, Николе Стоиљковића и Димитрија А. Димитријевића Смејурије. Био је биран у руководство подружнице трговачке омладине. Априлски рат га је затекао на одслужењу војног рока у Крагујевцу. Брзо је пришао НОП-у и бавио се умножавањем летака и организовањем омладине. Постао је секретар Месног комитета за Лесковац, 1942. отишао је у Црнотравски партизански одред, а 1943. је прешао у Лесковачки партизански одред на Кукавици. Погинуо је у борби са Бугарима када је опкољен у Горини. Не зна се где почива његово тело, јер су га Бугари у циљу застрашивања народа возили и негде само бацили.